# 裴邵
裴邵（？—？），一名郃，字道期，河东郡闻喜县（今山西省运城市闻喜县）人，出自河东裴氏定著五房之一的西眷裴，西晋官员。

## 生平
裴邵有才具和名望，司马睿出任安东将军时，以裴邵为安东将军长史，王导为安东将军司马，裴邵和王导交情非常深厚。侍中王旷给司马越写信说：“裴邵在此，虽然不管理事务，但是识见与度量渊深广大，此地的士大夫敬仰归附于他。”之后裴邵被朝廷征召出任太子中庶子，又转任散骑常侍，使持节、都督扬州江西淮北诸军事、东中郎将，随司马越前往项城，在军中去世。等到王导在东晋出任司空，拜官的那一天，王导叹息的说：“裴邵、刘畴如果还在，我不能独自做三公。”

## 家庭

### 祖父
- 裴徽，曹魏冀州刺史

### 父亲
- 裴康，西晋太子左卫率

### 兄弟姐妹
- 裴纯，西晋黄门侍郎
- 裴盾，西晋徐州刺史
- 裴廓，西晋中垒将军
- 裴氏，嫁西晋丞相、兼领司徒、督兗豫司冀幽并六州诸军事、东海孝献王司马越
- 裴氏，嫁东晋都督大桁东诸军事、假节、领军将军、给事中、建兴忠贞公卞壶